# Osegovich Imre
Báró barlabasevicsi és belai Osegovich Imre (Ossegovich alakban is, horvátul Mirko Ožegović) (Vinarec, 1775. szeptember 30. – Zengg, 1869. január 8.) horvát származású zenggi és modrusi katolikus püspök.

## Élete
Osegovich Pál, Kőrös vármegye alispánjának fia. Középiskolai tanulmányait Kőrösön és Varasdon végezte, majd Zágrábban hallgatta a filozófiát, a jogot és a teológiát. 1801. május 3-án Zágrábban szentelték pappá. Előbb Konscsinán káplánkodott, majd december 29-én Biságon lett plébános, 1807-től zelini esperes, 1815-től varasdi főesperes és zágrábi kanonok volt. 1826. május 7-én apát, 1829-ben prelátus és a Hétszemélyes Tábla ülnöke (septemvir) volt. 1827 és 1829 között a zágrábi humángimnáziumot igazgatta. 1829. július 17. és 1833. december 19. között dulmi címzetes püspök, 1833. december 13-án kinevezett, majd 1834. június 23-án megerősített zengg-modrusi megyés püspök lett. Augusztus 17-én Pozsonyban Klobusiczky Péter kalocsai érsek szentelte püspökké, augusztus 31-én foglalta el hivatalát. Az uralkodóház irányában főleg az 1848-49. években mutatott hűsége által szerzett érdemeket. 1849-ben császári és királyi valóságos belső titkos tanácsos, 1852-ben az Osztrák Császári Lipót-rend középkeresztese lett és utóbbival együtt 1858. március 6-án osztrák birodalmi báróságot nyert.1857-ben megalapította a zenggi gimnáziumot. Egyházi műveit horvát nyelven írta.

## Munkái
- Govorenye na chazt, y postenye preizvishenoga, preszvetloga, y prepostuvanoga gozp. Maximiliana Verhovacz od Rakitovecz. Zágráb, 1826 (Verhovácz Miksa püspököt üdvözlő beszéd)
- Sermo occasione communis jubili de completo triseculo a tempore quo aug. domus Austriaca Hungariae, et sociorum regnorum cepit gubernacula 25. Novembris 1827. in templo academico habitus. Zágráb
- Allocutio sub solemnibus, divinis occasione aperti Segniae publicae philosophiae cursus… per… 1. okt. 1845. servata. Zagrabiae
- Responsa ad vastum illud: Croatiae ac Slavoniae cum regno Hungariae nexus et relationes, disquisivit Georgius Fejér, Budae… 1839 editum opus; non minus quam et ad illud: de situ et ambitu Slavoniae et Croatiae, quem critice illustravit et de eo in usum croatarum latine disseruit Georgius Gyurikovits, Pestini 1844 procusum, per unum e croatis adornata, et Zagrabiae edita 1847 (Névtelenül; állítólag ő a szerzője)